# Угринович Олександр Іванович
Олекса́ндр Іва́нович Угрино́вич — сержант Збройних сил України.

## Нагороди
- орден «За мужність» III ступеня (21.8.2014).
- орден Богдана Хмельницького III ступеня (27.11.2014).